# Gueldre (province)
Pour les articles homonymes, voir Gueldre et Gelderland.
La Gueldre (en néerlandais : Gelderland ; en bas saxon : Gelderlaand) est la deuxième plus grande province des Pays-Bas, avec une superficie totale de 5 136,31 km2, dans leur partie centre-est. La Frise, plus étendue en superficie totale puisqu'elle compte 5 748,77 km2 de terres et d'eau, reste cependant largement plus petite quant à sa superficie terrestre, avec 3 335,62 km2 contre 4 963,71 km2 pour la Gueldre.
En 2021, la Gueldre compte 2 096 620 habitants. Son chef-lieu est Arnhem, tandis que ses autres principales villes sont Apeldoorn, Harderwijk, Nimègue, Tiel, Wijchen et Zutphen. Le gentilé des habitants de la Gueldre est Gueldrois. Connue pour ses paysages variés, la province s'étend du Veluwemeer à la frontière allemande en passant par la Betuwe et l'Achterhoek.

## Histoire
La Gueldre devient en 1339 un duché du Saint-Empire romain germanique. Elle comprenait alors l'actuelle province de Limbourg du district de Clèves, ainsi que la ville-frontière de Gueldre, qui était la capitale du duché. Erkelenz et Viersen étaient des exclaves de la Gueldre. La province d'aujourd'hui ne recouvre plus que les trois-quarts de l'ancien duché.
En 1543, au terme de la Guerre de Succession de Gueldre, le duché devient, en vertu du traité de Venlo, l'une des dix-sept provinces des Pays-Bas des Habsbourg. Cependant, dès les débuts de la Révolte des Gueux, en 1568, elle passe sous le contrôle des rebelles à la Couronne d'Espagne, puis des Provinces-Unies. La Gueldre, ancien duché, jouait un rôle particulier pour cette république, car les autres provinces, anciens comtés ou seigneuries, étaient moins étendues : aussi la Gueldre jouissait-elle d'un rang protocolaire supérieur même à celui de la province la plus riche et la plus peuplée, l'ancien comté de Hollande.

## Politique
Les États provinciaux de Gueldre comptent 55 sièges. Lors des élections provinciales de 2019, le Parti populaire pour la liberté et la démocratie (VVD) et le Forum pour la démocratie (FvD) remportent tous deux 8 sièges, suivis de l'Appel chrétien-démocrate (CDA) avec 7 sièges. Depuis 2019, John Berends (CDA) est commissaire du Roi en Gueldre.
L'hymne de la Gueldre, Ons Gelderland (Notre Gueldre), adopté en 1998, est écrit en 1941 par C.J.C. Geerlings (1865-1951).

## Communes de Gueldre

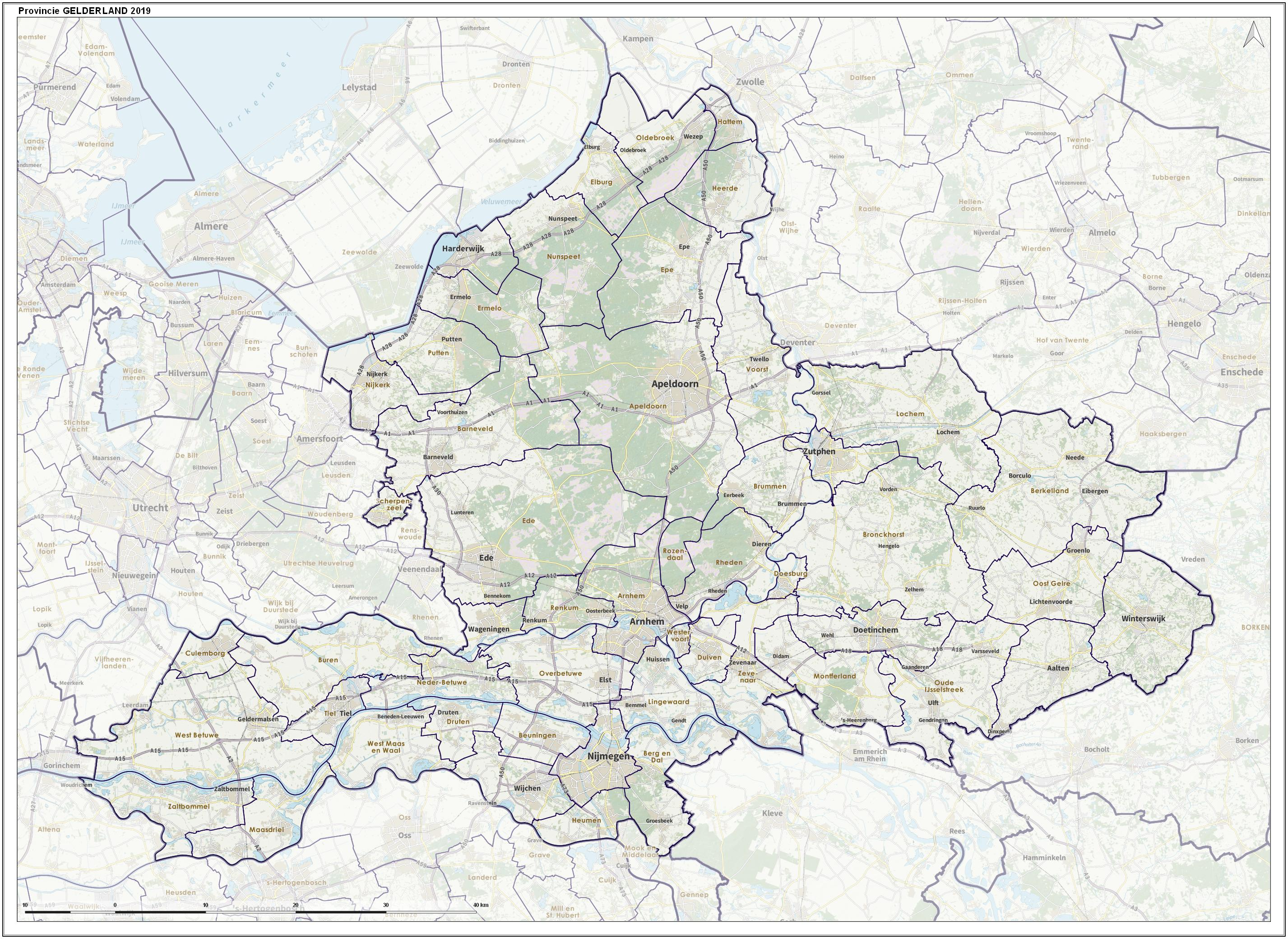
Communes de Gueldre.

La Gueldre est divisée en 51 communes :
- Aalten
- Apeldoorn
- Arnhem
- Barneveld
- Berg en Dal
- Berkelland
- Beuningen
- Bronckhorst
- Brummen
- Buren
- Culemborg
- Doesburg
- Doetinchem
- Druten
- Duiven
- Ede
- Elburg
- Epe
- Ermelo
- Harderwijk
- Hattem
- Heerde
- Heumen
- Lingewaard
- Lochem
- Maasdriel
- Montferland
- Neder-Betuwe
- Nijkerk
- Nimègue (Nijmegen)
- Nunspeet
- Oldebroek
- Oost Gelre
- Oude IJsselstreek
- Overbetuwe
- Putten
- Renkum
- Rheden
- Rozendaal
- Scherpenzeel
- Tiel
- Voorst
- Wageningue (Wageningen)
- West Betuwe
- West Maas en Waal
- Westervoort
- Wijchen
- Winterswijk
- Zaltbommel
- Zevenaar
- Zutphen

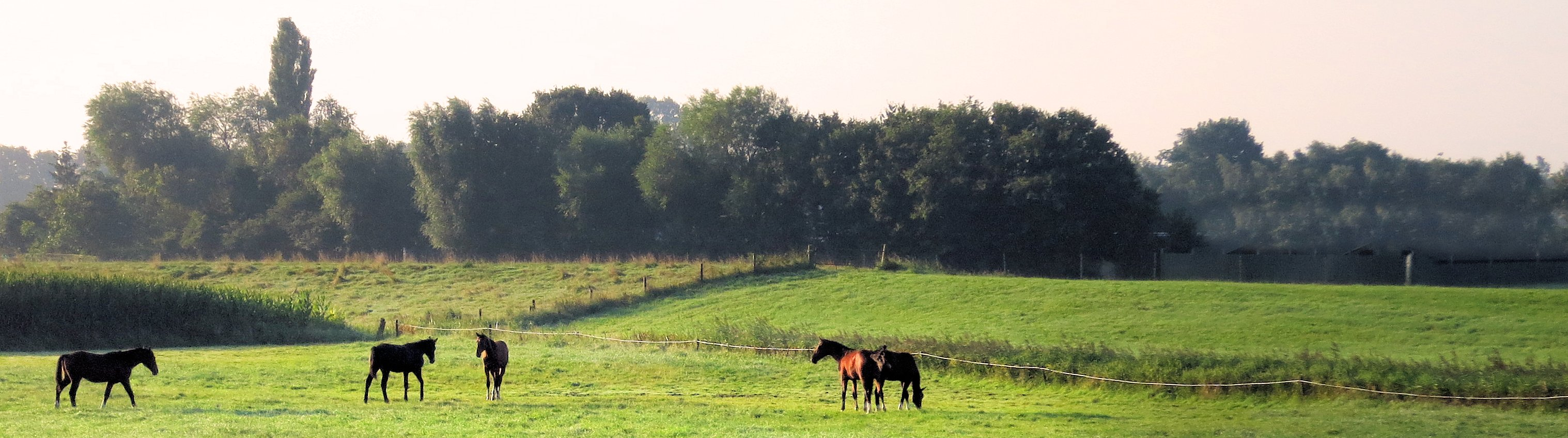
Paysage près de Putten.
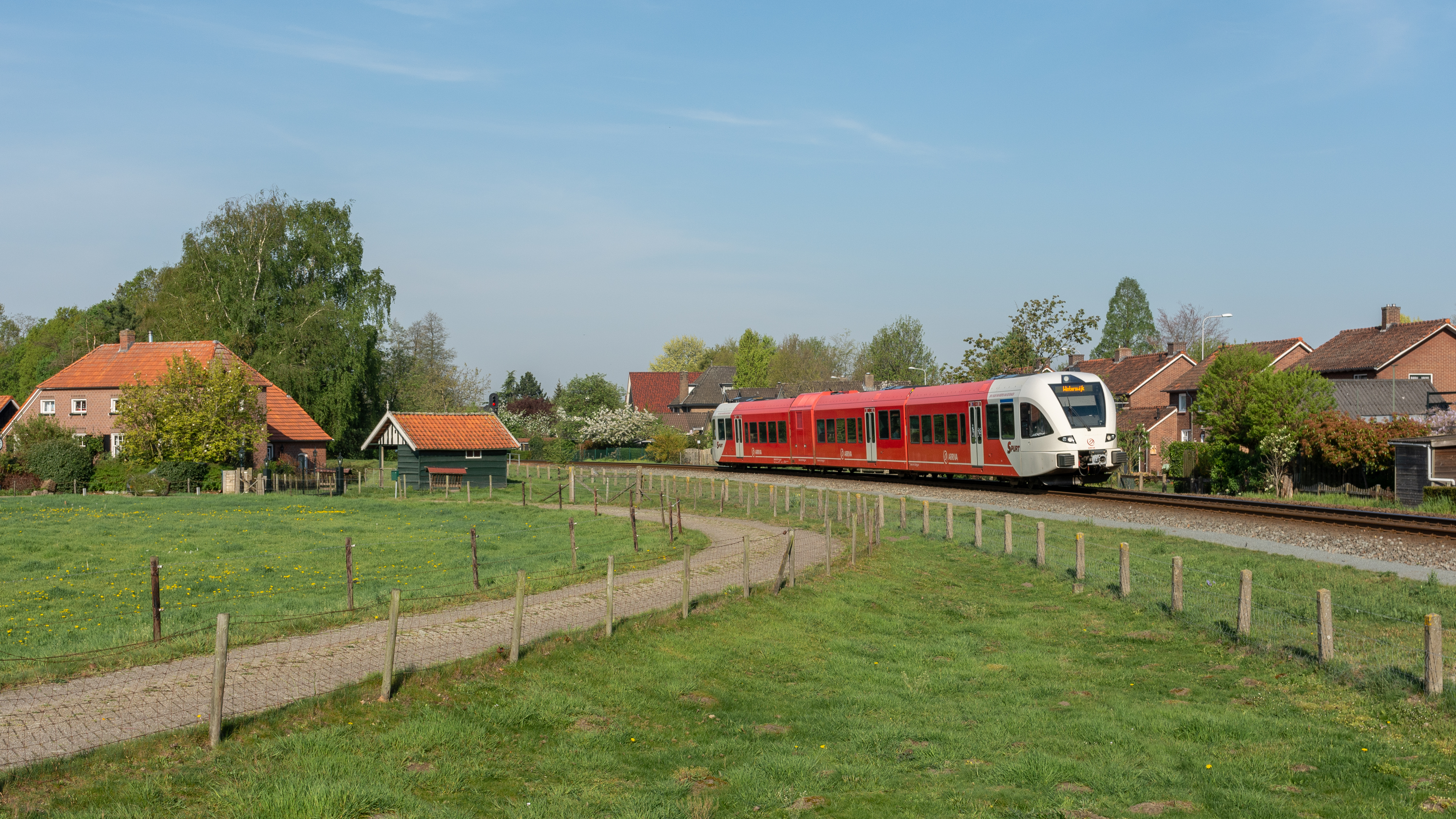
Vue de Varsseveld (Oude IJsselstreek).
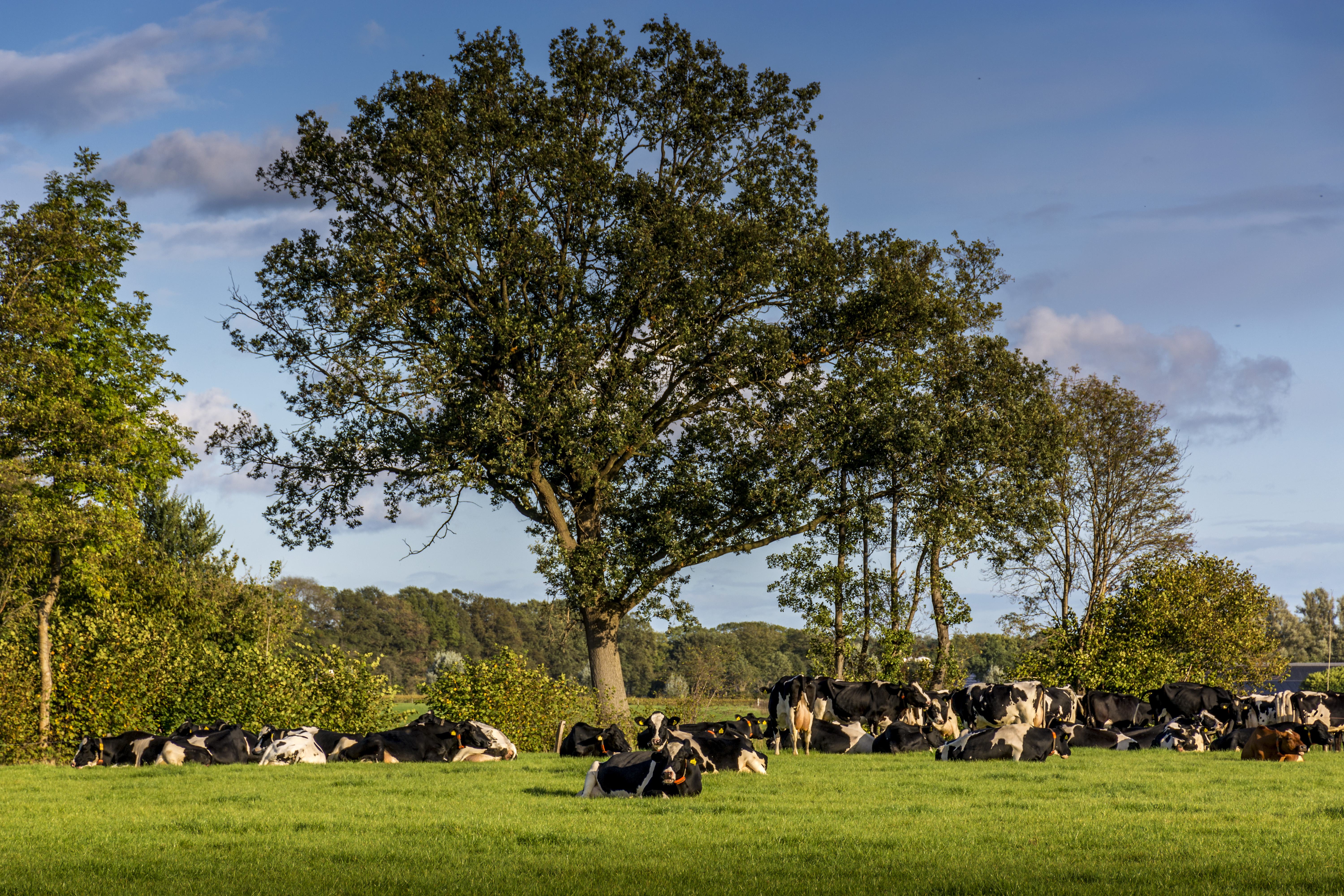
Vaches à Aalten.

## Démographie
Évolution démographique de la Gueldre depuis 1960 :
|            | 31/12/1960 | 31/12/1970 | 31/12/1980 | 31/12/1990 | 31/12/2000 | 31/12/2010 | 31/12/2020 |
| ---------- | ---------- | ---------- | ---------- | ---------- | ---------- | ---------- | ---------- |
| Population | 1 287 825  | 1 533 740  | 1 708 860  | 1 816 935  | 1 934 314  | 2 005 298  | 2 096 620  |